# Roberto Aguayo
Roberto Aguayo (* 17. Mai 1994 in Mascotte, Florida) ist ein ehemaliger US-amerikanischer American-Football-Spieler auf der Position des Kickers in der National Football League (NFL). Zuletzt stand er bei den New England Patriots unter Vertrag. Im College Football war er für die Florida State University als Spieler aktiv. Im NFL Draft 2016 wurde Aguayo in der zweiten Runde von den Tampa Bay Buccaneers ausgewählt.

## College
Aguayo spielte von 2013 bis 2015 College Football an der Florida State University in der Atlantic Coast Conference. Er war in diesen drei Jahren ein mehr als akkurater Kicker und traf 88,5 % seiner Field Goals sowie 100 % seiner Extrapunktversuche, was immerhin 198 Kicks waren.

Er war damit der bis dato treffsicherste Kicker in der Geschichte der National Collegiate Athletic Association.

## NFL

### Tampa Bay Buccaneers
Im NFL Draft 2016 wurde Aguayo, für einen Kicker sehr früh, in der 2. Runde als 59. Spieler insgesamt von den Tampa Bay Buccaneers ausgewählt.
In seiner Rookie-Saison 2016 konnte Aguayo nicht an seinen Erfolg vom College Football anknüpfen. Er verwandelte nur 22 von 31 Field-Goal-Versuchen und war damit mit einer Trefferquote von 71,0 % der zweitschlechteste Kicker der Liga in dieser Saison.
Am 12. August 2017 wurde Aguayo von den Buccaneers vor der Saison 2017 entlassen, nachdem er im ersten Preseason-Spiel gegen die Cincinnati Bengals wieder Treffunsicherheit zeigte, einen Extrapunkt und ein Field Goal verschoss und die Buccaneers in der Saisonvorbereitung zuvor mit Nick Folk einen zweiten Kicker unter Vertrag genommen hatten.

### Chicago Bears
Aguayo wurde am 13. August 2017 von den Chicago Bears unter Vertrag genommen. Noch vor Start der Regular Season 2017 wurde er von den Bears wieder entlassen.

### Carolina Panthers
Am 25. Oktober 2017 wurde Aguayo von den Carolina Panthers unter Vertrag genommen und dem Practice Squad hinzugefügt. Er verbrachte die gesamte Saison 2017 im Practice Squad der Panthers, wurde aber zum Ende der Saison wieder entlassen.

### Los Angeles Chargers
Die Saisonvorbereitung auf die Saison 2018 verbrachte Aguayo im Team der Los Angeles Chargers, konnte gegen Caleb Sturgis jedoch trotz solider Leistungen in der Preseason nicht den Startplatz als Kicker für sich gewinnen und wurde unmittelbar vor Start der Regular Season entlassen.

### New England Patriots
Am 26. Dezember 2020 nahmen die New England Patriots Aguayo für ihren Practice Squad unter Vertrag. Im Juni 2021 entließen sie ihn wieder.

## Persönliches
Sein Bruder Ricky Aguayo spielte College Football für die Florida State University, ebenfalls als Kicker.